# Jacob Vandenberg
Jacob Vandenberg –conocido como Kobus Vandenberg– (Hilversum, 17 de julio de 1950) es un deportista neerlandés que compitió en vela en la clase Star.
Ganó una medalla de plata en el Campeonato Mundial de Star de 1985 y una medalla de oro en el Campeonato Europeo de Star de 1986. Participó en dos Juegos Olímpicos de Verano, ocupando el sexto lugar en Moscú 1980 y el noveno en Seúl 1988.

## Palmarés internacional
| \| Campeonato Mundial \| Campeonato Mundial \| Campeonato Mundial \| Campeonato Mundial \| \| Año \| Lugar \| Medalla \| Clase \| \| ------------------ \| ------------------------ \| ------------------ \| ------------------ \| \| 1985 \| Nassau (Bahamas) \| Medalla de plata \| Star \| \| Campeonato Europeo \| \| \| \| \| Año \| Lugar \| Medalla \| Clase \| \| 1986 \| Medemblik (Países Bajos) \| Medalla de oro \| Star \| |                          |                  |       |
| Campeonato Mundial |                          |                  |       |
| Año | Lugar                    | Medalla          | Clase |
| 1985 | Nassau (Bahamas)         | Medalla de plata | Star  |
| Campeonato Europeo |                          |                  |       |
| Año | Lugar                    | Medalla          | Clase |
| 1986 | Medemblik (Países Bajos) | Medalla de oro   | Star  |